# V 3 (fartyg)
V 3 (tidigare TK 51 i sovjetisk tjänst) var en finländsk torpedbåt som tjänstgjorde under det andra världskriget i den finländska marinen. V 3 var byggd i aluminium och var av sovjetisk G 5-klass. Dessa torpedbåtar släppte av sina torpeder i aktern längs en torpedränna, så båten måste färdas snabbare än torpederna för att hinna undan.
Fartyget erövrades vid Viborgska viken i juni 1944.

## Fartyg av klassen
- Vasama
- Vihuri
- Viima
- V 3